# جورج جونز (صحفي)
جورج جونز (بالإنجليزية: George Jones)‏ هو صحفي أمريكي، ولد في 16 أغسطس 1811 في Poultney (town), Vermont ‏ في الولايات المتحدة، وتوفي في 12 أغسطس 1891.